# Eupatorium cordifolium
Eupatorium cordifolium là một loài thực vật có hoa trong họ Cúc. Loài này được Sw. mô tả khoa học đầu tiên năm 1788.